# 대성출판
대성출판㈜[大成出版(株)], 상표: 대성학원(大成學院)은 대한민국의 대학 입시 학원이다.
1965년 재무부 사세국장 출신이 김만기가 종로구 수렴동에 재수학원 형태로 설립한 것으로 시작되었다. 1975년 당시 정부가 시행하던 인구 분산 정책에 의해 학원이 서울 4대문으로 이전하자 노량진동으로 본사를 이전하게 되었다. 노량진 이전 이후 노량진 대성학원이라는 상표를 사용하고 있으며, 수강생들이 주요 명문대에 진학하여 유명 재수학원으로 성장하게 되었다. 온라인 교육 및 입시학원 기업 디지털대성을 포함한 계열사의 최대주주이다.

## 연혁
- 1965년 5월 5일: 종로구 수렴동에 설립. 대성학원(大成學院) 상표 사용.
- 1969년: 종로구 내수동으로 이전.
- 1975년 5월: `동작구 노량진동으로 신축 이전. 노량진 대성학원 상표 사용.
- 1991년 3월: 계열사 대성가정학습 설립.
- 1996년: 서초구 서초동에 강남대성학원 개원.
- 2000년 3월 10일: 계열사 ㈜대성인터넷 설립.
- 2000년 4월 6일: 계열사 ㈜대성인터넷, 주식회사 디지털대성으로 상호 변경
- 2001년: 송파구 문정동에 송파대성학원 개원.
- 2003년 10월 17일: 계열사 주식회사 디지털대성, 한국증권업협회 등록. (코스닥 상장)
- 2006년 12월: 서초동에 마이맥강남대성학원을 개원.
- 2007년 12월 26일: 계열사 ㈜프리로스쿨인코퍼레이션 설립
- 2008년 11월: 광화문에 광화문대성학원을 개원.
- 2010년 12월 31일: 계열사 주식회사 디지털대성, ㈜대성마이맥 합병
- 2011년 11월 25일: ㈜티치미 인수, 티치미대입학원 인수 및 상호명 ㈜강남대성양재학원으로 변경.
- 2011년 11월 25일: 학원 사업 업체 ㈜티치미 인수. 티치미 웹 사이트 운영 시작.
- 2012년 4월 12일: 계열사 ㈜티치미 폐업
- 2012년 11월 8일: 계열사 주식회사 디지털대성, ㈜비상교육으로부터 비상에듀 웹 사이트 5년간 운영권 인수. (3년 계약, 2년 연장 가능)

## 계열사
- 단우개발㈜
- 대성교육출판㈜
- ㈜대성학습자료
- 대성전산㈜
- 송파대성학원㈜
- 강남대성학원㈜
- 대성출판문화사 (폐업)
- 대성가정학습 (폐업)
- 주식회사 대성학력개발연구소
- 강남대성논술연구소
- 마이맥강남대성학원
- 강남대성논술학원
- 주식회사 대성남양주 (별칭: 남양주대성 기숙학원)
- ㈜에듀해피니스 (별칭: 울산대성학원)
- 부산대성기숙학원㈜
- 대성학원 (별칭: 부산대성학원)
- ㈜강남대성양재학원
- 주식회사 강남대성기숙학원
- ㈜프리로스쿨인코퍼레이션
- 주식회사 디지털대성
- ㈜대성마이맥[2]
- ㈜티치미[3]

## 협력사
- 노량진대성. 한성학사
- 대명학사
- 강남스카이학사
- 대성기숙학사
- 대성학사원